# صدا (فیلم ۱۹۸۴)
صدا (به تامیلی: Osai) و (به انگلیسی: Sound) فیلمی هندی محصول سال ۱۹۸۴ و به کارگردانی کی. ویجایان است. در این فیلم بازیگرانی همچون موهان، رادیکا ساراتکومار، نالینی و مانوراما ایفای نقش کرده‌اند.
این فیلم بازسازی فیلم سر و صدا است.